# Roy Courlander

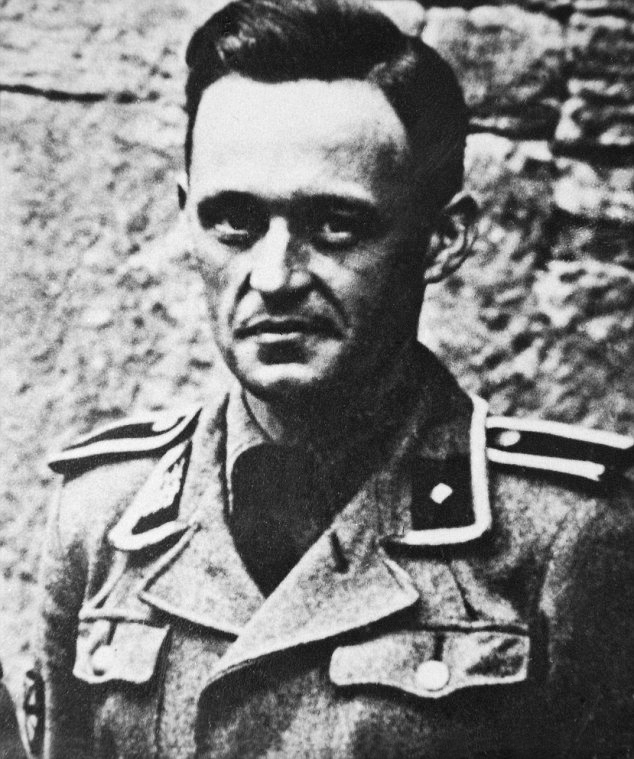
Roy Courlander

Roy Nicolas Courlander (* 6. Dezember 1914 in London, Vereinigtes Königreich; † 1. Juni 1979 in Lethbridge Park, Australien) war während des Zweiten Weltkriegs ein neuseeländischer Soldat, Kollaborateur, Mitbegründer des Britischen Freikorps und Mitglied der Waffen-SS.

## Leben
Roy Courlander wurde am 6. Dezember 1914 in London geboren. Sein Vater Leonard Henry Courlander, war von Beruf Kameramann, seine Mutter war Edith Cater. Nachdem sich seine Eltern 1933 scheiden ließen, zog er mit seinem Vater auf die New Hebrides Condominium und wanderte im November 1938 nach Neuseeland aus. Dort arbeitete er zunächst im Income Tax Department in Wellington. Im Juni 1939 war er bei einem Einbruch in ein Haus in Napier beteiligt, wofür er zu 18 Monaten Freiheitsstrafe auf Bewährung verurteilt wurde. Am 30. September 1939 heiratete er Joan Beryl Marchand, die er in Auckland kennen gelernt hatte. Drei Tage später meldete er sich zur Second New Zealand Expeditionary Force.
Im Januar 1940 kam er mit dem 18. Bataillon der Neuseeländischen Armee in Ägypten zum Einsatz und wurde im Dezember 1940 zum Obergefreiten befördert. Er lernte Deutsch und wurde ein Mitglied der geheimdienstlichen Abteilung des Bataillons. Nachdem er in Griechenland zum Einsatz gekommen war, geriet er am 29. April 1941 bei Kalamata in Gefangenschaft. Nach einer kurzen Flucht wurde er in das Gefangenenlager Stalag XVIIID nach Maribor in Slowenien transportiert, wo er sich als Übersetzer betätigte. Mitte 1943 wurde Courlander nach Genshagen, nahe Berlin geschickt, wo er begann, mit den Nazis zu kooperieren, in dem er Propagandamaterial für deutsche Radiosendungen verfasste. Courlander sympathisierte schon früh mit dem Faschismus. Nun bekam er Gelegenheit, sich dieser Ideologie hinzugeben. Anfang 1944 wurde er zusammen mit John Amery, einem britischen Faschisten, Mitbegründer des Britischen Freikorps der Waffen-SS, für das er u. a. britische Kriegsgefangene rekrutieren sollte. Im April 1944 wurde er zum Unterscharführer befördert. 
Im September 1944 reiste Courlander, mittlerweile im Rang eines SS-Untersturmführers, nach Brüssel, wo er sich von den deutschen Truppen absetzte und sich kurzzeitig einer belgischen Widerstandsgruppe anschloss und bei einem Straßenkampf gegen deutsche Soldaten verwundet wurde. Nach der Befreiung der Stadt durch die Alliierten wurde Courlander von den Briten verhaftet und den neuseeländischen Militärbehörden in England übergeben. Ein Kriegsgericht dort verurteilte ihn wegen seiner Unterstützung des Feindes zu 15 Jahren Haft. Seine Haftstrafe verbüßte er in einem Gefängnis in Mount Eden in Auckland, er wurde jedoch am 2. Oktober 1951 vorzeitig aus der Haft entlassen und unehrenhaft aus der neuseeländischen Armee dazu. 
Nach seiner Freilassung heiratete noch am selben Tag Margaret Josephine Spence, eine frühere Freundin seiner bereits verstorbenen Ehefrau. Courlander arbeitete für ein Handelsunternehmen in Auckland, wurde Alkoholiker, schloss sich unbürgerlichen Gruppen an und engagierte sich in den späten 1950er Jahren in der New Zealand Social Credit Political League. Seine zweite Ehe endete 1968. In den 1960er Jahren zog er nach Australien, wo er in Lethbridge Park, einem Vorort von Sydney, am 1. Juni 1979 verstarb.